# 舞子 (神戸市)

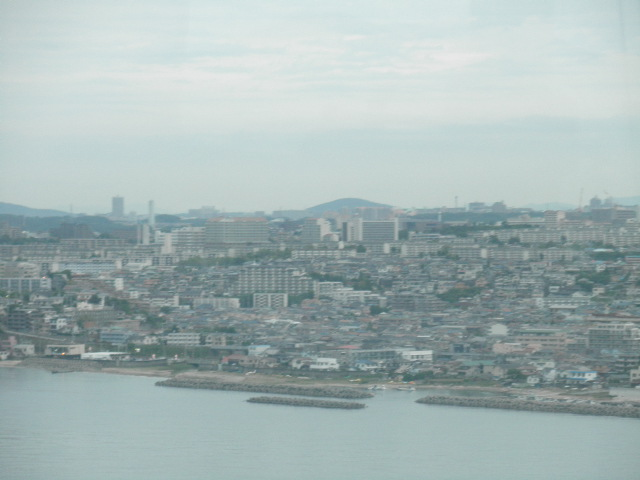
舞子地区 遠景

舞子（まいこ）は、神戸市垂水区の南西部にあり、明石市に接する地区である。現在の西舞子・東舞子町・舞子台・北舞子・舞子坂・狩口台・舞子陵が舞子地区である。神戸市への編入合併前には明石郡垂水町、それ以前は明石郡山田村に属していた。

## 地形
- 海上：瀬戸内海（大阪湾・播磨灘）・明石海峡

## 地名の由来
舞子の地名の由来は諸説あり有名なものでは明石海峡の潮が舞い込む「廻い込浜」から転訛して舞子の字があてられた等、他にもいろいろな言い伝えがある。
- 多く茂っていた松の木の枝ぶりが、女性の舞う姿に似ていることが由来という説[1]。

## 舞子の浜
名勝「舞子の浜」として古くから知られる。小高い柏山から海と淡路島を望む景色が絶景であるとして有栖川宮熾仁親王は別邸を構えたという歴史もある。1934年には当時の文部大臣から史跡名勝記念物の指定を受ける。
1898年（明治31年）当時、舞子の砂浜は約80mの幅があり、クロマツ林が広がる白砂青松の景色が広がっていたが、その後に護岸の設置や国道2号線の建設、拡幅工事などにより砂浜は減少。1952年（昭和27年）以前に本来の砂浜は姿を消している。その後、養浜やマツの植栽などが行われた。アジュール舞子は「舞子の浜」を復元した公園である。
1996年の日本の渚百選に選ばれた小舞子海岸 (石川県白山市湊町) の「小舞子」という名称は、「舞子の浜」から取られたとされている。日本の白砂青松100選に選定された福島県いわき市の新舞子ビーチほか、各地にある新舞子海岸も「舞子浜」に由来する。

## 舞子の史跡

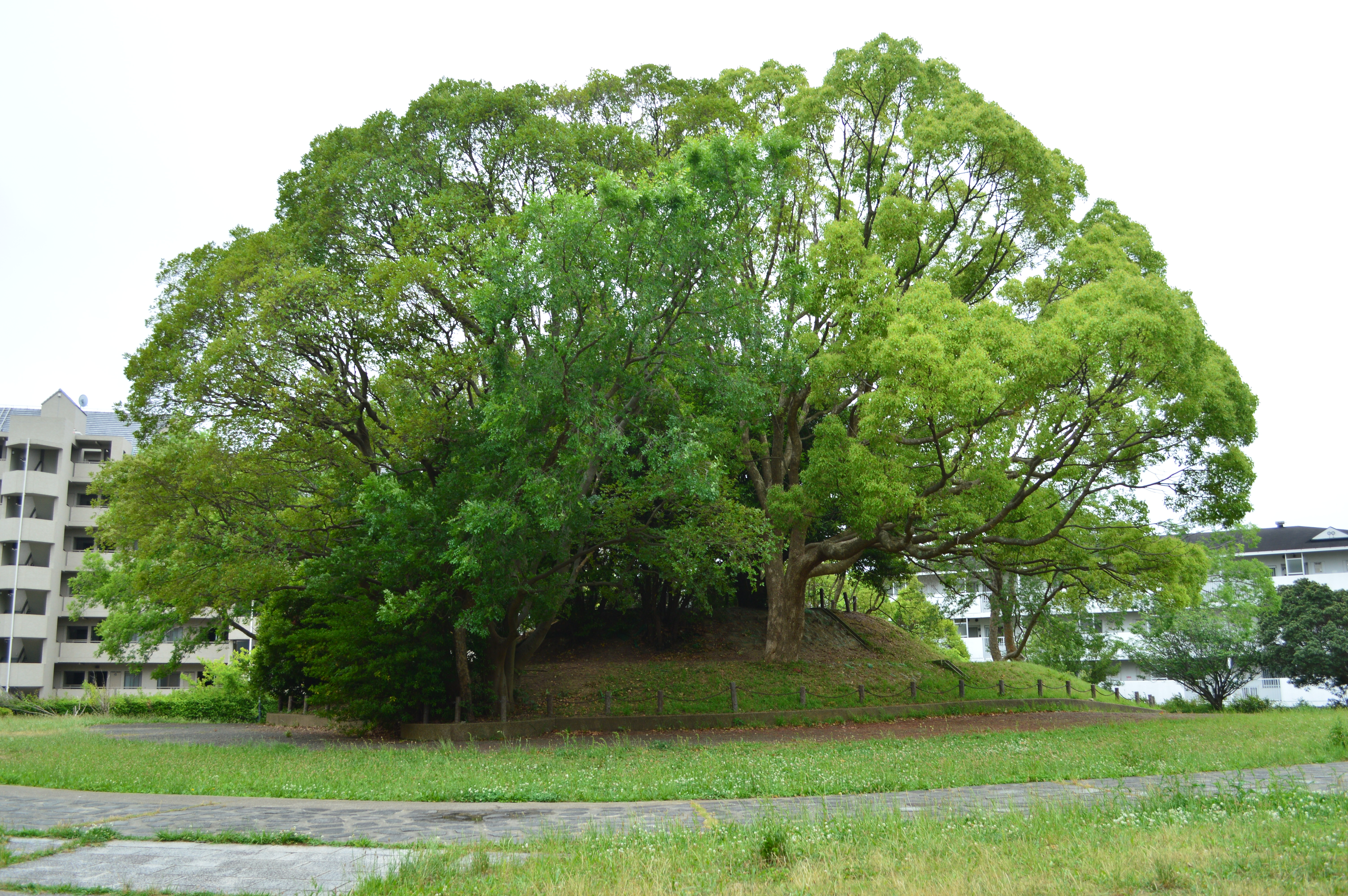
狩口台きつね塚古墳
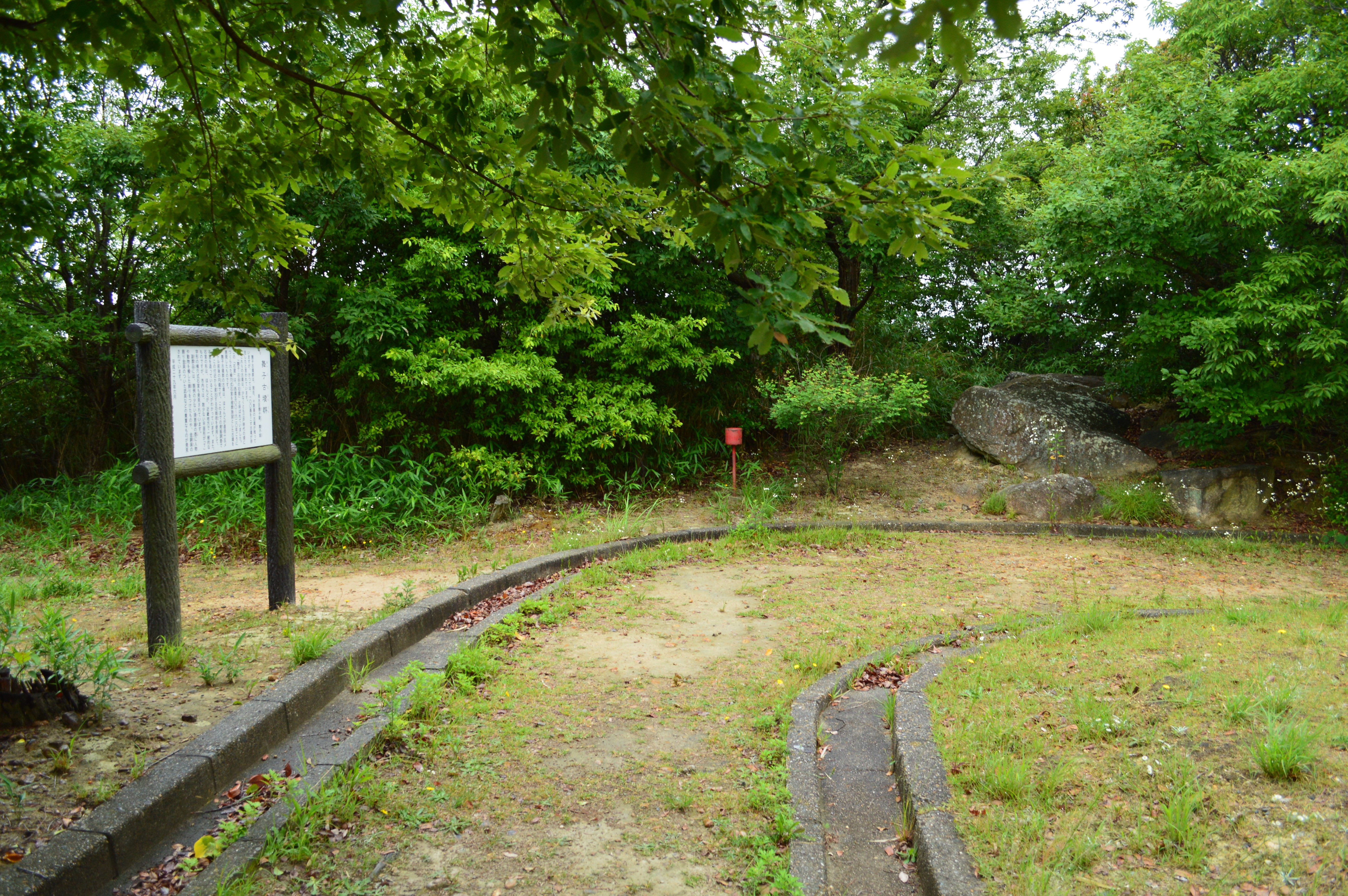
舞子古墳群

- 舞子砲台跡
江戸時代末期に勝海舟の指導で作られた砲台跡。
- 舞子六神社
元禄2年（1689年）の創建。明石の岩屋神社に勧請して山田村の鎮守とし御祭りした。
- たたき地蔵(延命地蔵）
海の難所だった舞子付近の安全と子ども達を守って貰うため文政8年（1825年）にお祭りした。
- 移情閣（現・孫文記念館）
神戸で活躍していた中国人実業家・呉錦堂の別荘「松海別荘」を前身としており、1915（大正4）年春、その別荘の東側に八角三層の楼閣「移情閣」が建てられた。外観が六角に見えるところから、地元では「舞子の六角堂」と呼ばれている。孫文が1913年来神したとき、神戸の中国人、経済界有志が開いた歓迎の昼食会の会場になった。移情閣の東側に八木商会の八木与三郎の別荘、その隣に武藤山治邸があり、三家は家族ぐるみの付き合いをしており、のちに武藤の次女と八木の長男は夫婦となった[6]。
- 大歳山遺跡
- 狩口台きつね塚古墳
- 舞子古墳群
- 石谷の石窟
- 嵩富竜王
- 東光庵

- 狩口台きつね塚古墳
- 舞子古墳群

## 公共交通機関
- JR西日本山陽本線舞子駅
- 神戸市バス
- 山陽バス
- 舞子バスストップ

## 施設
- 舞子トンネル
- 明石海峡大橋
- 橋の科学館

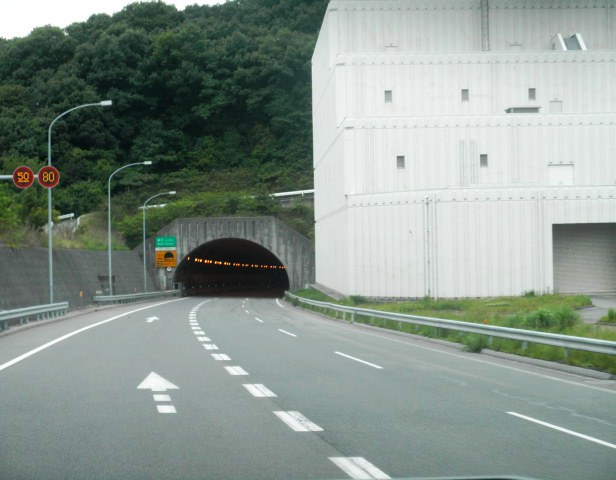
舞子トンネル

そのほか、ウェイポイント「MAIKO」がある。

## 鉄道
- 山陽電鉄
- 山陽本線

## 道路
- 神戸淡路鳴門自動車道（通過）
- 国道2号
- 国道28号

## 出身・ゆかりのある人物
- 牛尾健治（実業家、牛尾合資会社代表社員、中国合同電気社長、神戸経済同友会代表幹事[7]） - ウシオ電機会長牛尾治朗の父。自宅が舞子にあった[7]。
- 卯田浅治郎（会社役員、舞子土地専務[8]、日本化学機械製作所監査[8]、天野顧問[8]、滋賀士族） - 住所が舞子町[8]。